# Łuszniewo
Łuszniewo (biał. Лушнева, ros. Лушнево, hist. pol. Luszniew) – nieistniejąca wieś na Białorusi, w rejonie brasławskim obwodu witebskiego, około 19 km na zachód od Brasławia.

## Historia
Słownik geograficzny Królestwa Polskiego (tom 5., wydany w 1884 roku) ujmuje historię tego majątku tak: były to dobra królewskie l.[itweskie] nadane r. 1600 Zynkowi po Krogulickiej, 1622 od Zynki przeszły do Adama Judyckiego. 1627 przywilejem króla Zygmunta III nadane Janowi Judyckiemu. R. 1663 Jan Kazimierz nadaje Denisewiczowi; po śmierci ojca jego dożywotnio nadane r. 1664 Salmonowiczowi. R. 1711 August II nadaje Chmielnickiemu, 1713 Mikołajowi Kopciowi, 1735 po śmierci Kopcia August III nadaje Gujskiemu; potem znów przechodzi do Kopciów, aż nareszcie cesarz Aleksander I w r. 1817 nadał na lat 50 Józefowi Kopciowi; później przeszło na syna jego Józefa, a po wyjściu lat 50 dostało się skarbowi. Dziś nadane starowiercom. Majątek był w rękach rodziny Kopciów do 1867 roku. Został odebrany w ramach represji popowstaniowych.
Przed rozbiorami, do 1793 roku Luszniew był wsią lenną i leżał w starostwie opeskim powiatu brasławskiego województwa wileńskiego Rzeczypospolitej. W latach 1793–1795 wchodził w skład województwa brasławskiego. Po III rozbiorze Polski znalazł się na terenie guberni wileńskiej, a od 1842 roku w powiecie (ujeździe) nowoaleksandrowskim (jezioroskim) guberni kowieńskiej Imperium Rosyjskiego. Po ustabilizowaniu się granicy polsko-radzieckiej w 1921 roku Łuszniewo wróciło do Polski, weszło w skład gminy Dryświaty, w powiecie brasławskim, który początkowo był w województwie nowogródzkim, później (w latach 1922–1926) wchodził w skład Ziemi Wileńskiej, a od 1926 roku był w województwie wileńskim. Od 1945 roku wieś (lub miejsce po niej) znajdowała się na terenie w ZSRR, od 1991 roku – na terenie Republiki Białorusi.
W XIX wieku istniała we wsi kaplica grobowa, w której był pochowany Józef Kopeć.
Już na początku lat. 30 XX wieku we wsi mieszkało jedynie kilkunastu mieszkańców. Dziś nie ma po niej śladu.

## Demografia
Według Powszechnego Spisu Ludności z 1921 roku zamieszkiwało tu 79 osób, 2 były wyznania rzymskokatolickiego a 77 prawosławnego. Jednocześnie 3 mieszkańców zadeklarowało polską przynależność narodową, 75 białoruska a 1 rosyjską. Było tu 13 budynków mieszkalnych. W 1931 roku w 15 domach zamieszkiwało 80 osób.
Miejscowość należała do parafii rzymskokatolickiej i prawosławnej w Dryświatach. W 1933 roku podlegała pod Sąd Grodzki w m. Turmont i Okręgowy w Wilnie; właściwy urząd pocztowy mieścił się w Dryświatach.